# Floriana Lima
Floriana Elizabeth Lima (Cincinnati, 26 de março de 1981) é uma atriz norte-americana, mais conhecida por interpretar Maggie Sawyer na série de televisão Supergirl.

## Carreira
Lima participou de uma série regular da comédia na Internet "Poor Paul" (2008-2009) e mais tarde se tornou uma série regular no drama médico da Fox Broadcasting Company "The Mob Doctor" (2012  -2013). Ela teve um papel recorrente na série de espiões NBC Allegiance (2015), era uma série regular do thriller da  ABC The Family (2016) e tem um papel recorrente no drama de ação da Fox Arma letal (2016).  Também em 2016, Lima foi escolhida como Maggie Sawyer na segunda temporada de The CW Supergirl.
Lima também fez aparições pontuais em episódios de Como eu conheci sua mãe (2008),  Ghost Whisperer (2009), Melrose Place (2009),  House (2010), In Plain Sight (2010), Franklin & Bash (2011) e CSI: Crime Scene Investigation (2014).

## Vida Pessoal
Nasceu em Cincinatti (Ohio) e mora em Los Angeles na Califórnia.

## Filmografia

### Televisão
| Ano       | Nome                                    | Personagens              | Notas                                                        |
| --------- | --------------------------------------- | ------------------------ | ------------------------------------------------------------ |
| 2008      | Terminator: The Sarah Connor Chronicles | Franny                   | 1 episódio                                                   |
| 2008      | How I Met Your Mother                   | Haley                    | 1 episódio                                                   |
| 2008      | Privileged                              | Pretty Bartender         | 1 episódio                                                   |
| 2008      | My Own Worst Enemy                      | Female Janus Tech        | 1 episódio                                                   |
| 2009      | Ghost Whisperer                         | Female Co-Ed             | 1 episódio                                                   |
| 2009      | The Alyson Stoner Project               | Flori                    | Direto para DVD                                              |
| 2009      | Melrose Place                           | Carla                    | 1 episódio                                                   |
| 2008-2009 | Poor Paul                               | Elizabeth                | Papel principal                                              |
| 2010      | Kings by Night                          | Amanda                   | Filme de TV                                                  |
| 2010      | House MD                                | Gabriella                | 1 episódio                                                   |
| 2010      | In Plain Sight                          | Robin Cusato             | 1 episódio                                                   |
| 2010      | Glory Daze                              | Maya                     | 2 episódios                                                  |
| 2011      | The Nine Lives of Chloe King            | Lilah Montiero           | 1 episódio                                                   |
| 2011      | Franklin & Bash                         | Amelia                   | 1 episódio                                                   |
| 2012-2013 | The Mob Doctor                          | Nurse Rosa 'Ro' Quintero | Papel principal                                              |
| 2013      | Hawaii Five-0                           | Allison Hutchins         | 1 episódio                                                   |
| 2014      | Psych                                   | Love                     | 1 episódio                                                   |
| 2015      | Allegiance                              | Michelle Prado           | Papel recorrente                                             |
| 2016      | The Family                              | Bridey Cruz              | Papel principal                                              |
| 2016-2018 | Lethal Weapon                           | Miranda Riggs            | Papel recorrente                                             |
| 2016-2017 | Supergirl                               | Maggie Sawyer            | Papel principal (2 temporada) Papel recorrente (3 temporada) |
| 2019      | O Justiceiro                            | Krista Dumont            | Papel principal (2 temporada)                                |